# Iljiczowskij (obwód kurski)
Iljiczowskij (ros. Ильичёвский) – chutor w zachodniej Rosji, w sielsowiecie niżnierieutczanskim rejonu miedwieńskiego w obwodzie kurskim.

## Geografia
Miejscowość położona jest nad Rieutem (lewy dopływ Sejmu), 5,5 km od centrum administracyjnego sielsowietu (Niżnij Rieutiec), 3,5 km na zachód od centrum administracyjnego rejonu (Miedwienka), 35 km na południowy zachód od Kurska, 6,5 km od drogi magistralnej (federalnego znaczenia) M2 «Krym».
W chutorze znajduje się 95 posesji.
Klimat
Miejscowość, jak i cały rejon, znajduje się w strefie klimatu kontynentalnego z łagodnym ciepłym latem i równomiernie rozłożonymi opadami rocznymi (Dfb w klasyfikacji klimatów Köppena).

## Demografia
W 2010 r. chutor zamieszkiwało 160 osób.